# Sévérie
Pour la ville de Pologne, voir Siewierz.

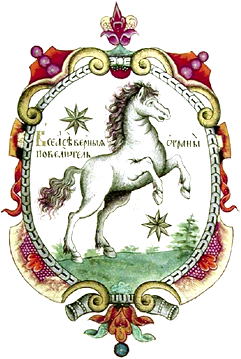
Armoiries de la Sévérie. 1672

La Sévérie (en ukrainien Сіверія ou Сіверщина, Siveria ou Siverchtchyna, en russe Северщина, Severchtchina) est une région historique située au nord de l'Ukraine et au sud-ouest de la Russie, autour de Novhorod-Siverskyï.

## Géographie
La Sévérie est arrosée par le Desna, la Sema et la Soula. Elle comprend les villes ukrainiennes de Pereïaslav, Tchernigov, Novgorod-Severski, Poutivl et Gloukhov, ainsi que les villes russes de Starodoub, Troubtchevsk, Sevsk, Rylsk, Briansk et Belgorod.

## Histoire
Elle tire son nom des Séverianes, un peuple de Slaves orientaux qui s'installèrent dans la région vers le Xe siècle.
À la fin du XIe siècle, la région constitue une principauté appelée principauté de Sévérie ou principauté de Novgorod-Severski, et dont le prince le plus célèbre est le Prince Igor.
Elle subit les invasions mongoles et tatares. Rattachée au grand-duché de Lituanie au XVe siècle, elle est intégrée à la grande-principauté de Moscou après la bataille de la Vedrocha. La trêve de Deulino la fait passer de 1618 à 1648 à la Pologne-Lituanie. La révolution bolchevique divise finalement la région entre la RSS d'Ukraine et la RSFS de Russie.